# Kakuni

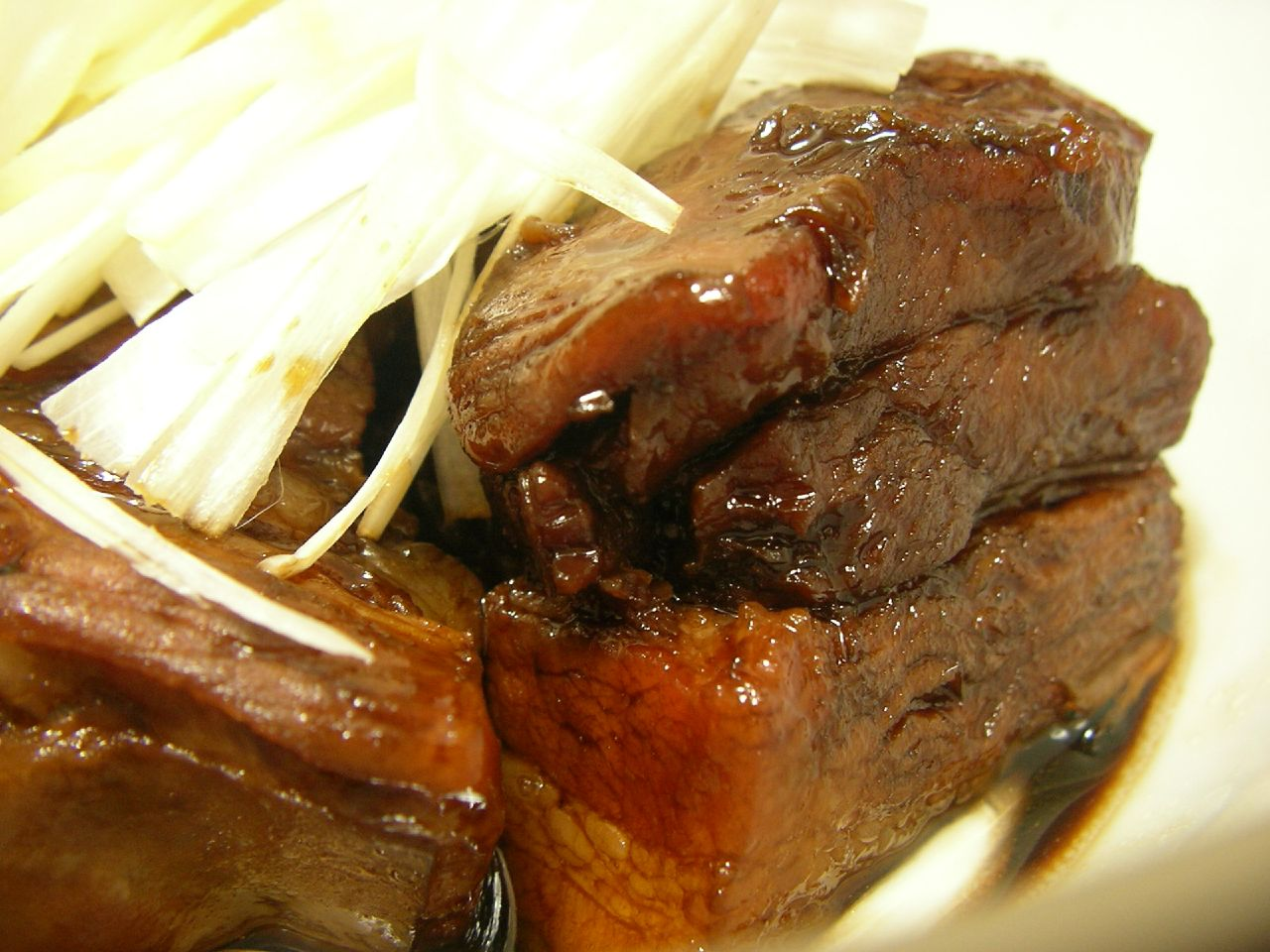
Kakuni

Kakuni (角煮 (Giác chử)/ かくに) là một món thịt lợn kho. Nghĩa đen của từ này là "được kho theo hình vuông". Kakuni là một sản phẩm địa phương (meibutsu) phổ biến của Kyushu, đặc biệt là Nagasaki. Nguồn gốc của món ăn này rất có thể là từ Trung Quốc, khiến nó trở thành một dạng Ẩm thực Trung Quốc hải ngoại tại Nhật Bản, và nó tương tự như thịt kho Đông Pha hay thịt kho hột vịt, mặc dù nước sốt không đậm vị. Trong thời nhà Minh và nhà Tống, con đường thương mại Trung-Nhật chính tồn tại giữa Hàng Châu và Kyūshū. Nhiều người Trung Quốc sống ở các thành phố cảng lớn ở Kyushu, chẳng hạn như Nagasaki; tương tự như vậy, nhiều người Nhật sống ở Hàng Châu. Vì vậy, thịt lợn đã được phổ biến ở các thành phố lớn của Kyushu.  

## Cách chế biến
Kakuni được làm từ những khối thịt lợn ba chỉ thái dày, ninh trong nước dashi, nước tương, rượu mirin, đường và rượu sake. Bằng cách nấu trong thời gian dài ở nhiệt độ thấp, collagen sẽ phân hủy thành gelatin giữ cho thịt ẩm trong khi trở nên cực kỳ mềm để có thể dễ dàng tiêu thụ bằng đũa. Người ta thường dùng kakuni cùng với hành lá, daikon và karashi.